# Anna Guarini
Anna Guarini, född 1563, död 3 maj 1598, var en italiensk musiker, aktiv som konsertvokalist i den berömda Concerto delle donne i Ferrara från 1580. Hon betraktades som en virtuos och tillhörde de mest berömda sångarna i den sena renässansens Italien. 
Hon var dotter till poeten Giovanni Battista Guarini och gift 1585 med greve Ercole Trotti. Hon var formellt hovdam åt Margareta Gonzaga och beskyddades av Ferraras härskare hertig Alfonso II av Este mot sin make, som ville mörda henne för äktenskapsbrott. Hon mördades av sin make inte långt efter hertigens död.  